# سان میکله آل تالیامنتو
سان میکله آل تالیامنتو (به ایتالیایی: San Michele al Tagliamento) یک کومونه در ایتالیا است که در استان ونیز واقع شده‌است.

## خصوصیات
سان میکله آل تالیامنتو ۱۱۲٫۳ کیلومترمربع مساحت و ۱۱٬۹۰۸ نفر جمعیت دارد و ۷ متر بالاتر از سطح دریا واقع شده‌است.